# Megumu Yoshida
Megumu Yoshida (jap. 吉田 恵 Yoshida Megumu; ur. 13 kwietnia 1973) – japoński piłkarz występujący na pozycji obrońcy.

## Kariera piłkarska
Od 1996 do 2007 roku występował w klubach Verdy Kawasaki, Vissel Kobe, JEF United Ichihara, Sanfrecce Hiroszima i Sagan Tosu.

## Kariera trenerska
Po zakończeniu piłkarskiej kariery pracował jako trener w Sagan Tosu i FC Gifu.